# Tresques
Tresques är en kommun i departementet Gard i regionen Occitanien i södra Frankrike. Kommunen ligger i kantonen Bagnols-sur-Cèze som tillhör arrondissementet Nîmes. År 2022 hade Tresques 1 803 invånare.

## Befolkningsutveckling
Antalet invånare i kommunen Tresques
Referens:INSEE